# Gilles Hayne
Gilles Henri Hayne (getauft am 29. Juli 1590 in Lüttich; † 28. Mai 1650 ebenda) war ein Komponist im Hochstift Lüttich.

## Leben
Gilles Hayne erhielt seine Ausbildung als Chorknabe an der Kathedrale von Lüttich, ab 1613 unternahm er während vermutlich fünf Jahren weitere Studien in Rom. 1618 erhielt er die Stelle des Kapellmeister beim damaligen Fürstbischof von Lüttich, Ferdinand von Bayern, dies geht aus verschiedenen Titelblättern seiner Veröffentlichungen, aus der Zeit zwischen 1621 und 1646 hervor. Die Funktion des Kapellmeister nahm er ab dem 3. Januar 1627 nur noch ehrenhalber wahr, als er als Kanoniker in das Stift Saint Jean l’Évangeliste in Lüttich eintrat, wo er im März 1635 grand chantre wurde. Ab Juli des gleichen Jahres berief ihn der Schwager des Fürstbischofs, Wolfgang Wilhelm von Pfalz-Neuburg als Superintendenten seiner Hofmusik. Zu den Bedingungen des Vertrages zählte die Versorgung der Hofmusik mit neuen Kompositionen, sowie die Vermittlung italienischer Sänger und Instrumentalmusiker, zu denen möglicherweise Biagio Marini zählte.
Hayne komponierte in erster Linie Sakralmusik im Stil der römischen Schule des frühen 17. Jahrhunderts, die wohl dem Geschmack des Fürstbischofs entsprach. Viele seiner Werke sind für sechs oder mehr Gesangsstimmen angelegt, vielfach mit Instrumentalbegleitung oder Basso continuo. Im Gegensatz zu seinem Zeitgenossen Léonard de Hodémont war Hayne kein Erneuerer, es gelang ihm aber, Musik im Stile antico, Instrumentalstimmen und Generalbass zu integrieren. Seine Missa pro defunctis schrieb er anlässlich der Aufbahrung in Lüttich, während der feierlichen Überführung der Gebeine der in Köln verstorbenen Maria de’ Medici in die Grablege der Bourbonen in der Kathedrale von Saint-Denis. 
Der deutsche Musikwissenschaftler Wilibald Nagel, der erstmals das Wirken Haynes erforschte und die Korrespondenz zwischen Herzog Wolfgang Wilhelm und Hayne aus der Zeit zwischen 1637 und März 1650 analysierte, veröffentlichte eine Liste mit Werken Haynes, die bereits 1896 als verschollen galt.

## Werke (Auswahl)
- Moteta sacra, liber primus, 2 bis 4 Stimmen, Instrumente und B.c.  (Antwerpen, 1640)
- Motetti overo madrigali […] fatti spirituali da un devoto padre della Compania di Gesù e dedicate alla gioventù Liegese amatrice della musica, 5 stimmig, B.c., op. 2 (Antwerpen, 1643)
- 4 Missae solemnes, 8-stimmig, op. 3 (Antwerp, 1645) (verschollen, erwähnt bei François-Joseph Fétis und Nagel)
- Motetti sacri, 3- bis 5-stimmig, B.c., op. 4 (Antwerpen, 1646)
- 8 Motetten, 5- bis 7-stimmig, B.c.;  2 Alma Redemptoris Mater Vertonungen; 2 Regina caeli Vertonungen; 2 Salve regina Vertonungen; ein Ave Maria  und ein Ave regina caelorum
- Missa pro defunctis, 6-stimmig, B.c, 1643